# Högnordiskt metallfly
Högnordiskt metallfly (Syngrapha parilis) är en fjärilsart som beskrevs av Jacob Hübner 1808. Högnordiskt metallfly ingår i släktet Syngrapha och familjen nattflyn. Arten är reproducerande i Sverige. Inga underarter finns listade i Catalogue of Life.